# هانس ياكوبسن
هانس ياكوبسن (بالدنماركية: Hans Jakobsen)‏ هو لاعب جمباز فني دنماركي، ولد في 20 فبراير 1895 في Havrebjerg ‏ في الدنمارك، وتوفي في 17 أكتوبر 1980 في أودنسه في الدنمارك.

## وصلات خارجية
- هانس ياكوبسن على موقع أوليمبيديا (الإنجليزية)